# Masculin, féminin
Masculin, féminin is een Franse dramafilm uit 1966 onder regie van Jean-Luc Godard. De film is gebaseerd op twee novelles van de Franse auteur Guy de Maupassant.

## Verhaal
Paul heeft pas zijn legerdienst beëindigd. Hij is op zoek naar een baan en protesteert tegen de oorlog in Vietnam. Hij begint een relatie met de oppervlakkige popzangeres Madeleine. Uiteindelijk vindt hij werk bij een enquêtebureau. Madeleine bouwt aan haar carrière, maar hij raakt almaar verder geïsoleerd van het maatschappelijke leven.

## Rolverdeling
| Acteur                    | Personage              |
| ------------------------- | ---------------------- |
| Jean-Pierre Léaud         | Paul                   |
| Chantal Goya              | Madeleine              |
| Marlène Jobert            | Élisabeth              |
| Michel Debord             | Robert                 |
| Catherine-Isabelle Duport | Catherine-Isabelle     |
| Eva-Britt Strandberg      | Zij (vrouw in de film) |
| Birger Malmsten           | Hij (man in de film)   |